# Mitch Berger
Mitchell Shannon Berger (* 24. Juni 1972 in Kamloops, British Columbia, Kanada) ist ein ehemaliger kanadischer American-Football-Spieler. Er spielte als Punter in der National Football League (NFL).

## Spielerlaufbahn
Berger spielte an der High School Canadian Football und Basketball. An seiner High-School-Footballmannschaft spielt er als Kicker, Punter und als Quarterback. Aufgrund seiner sportlichen Leistungen wurde er sowohl als Basketballspieler und American-Football-Spieler in die Auswahlmannschaft gewählt. Berger studierte am Tyler Junior College, wo er es zum All American brachte und an der University of Colorado at Boulder. 1994 wurde er von den Philadelphia Eagles in der sechsten Runde an 193. Stelle der NFL Draft gezogen. Ab 1995 spielte er aktiv für die Minnesota Vikings, St. Louis Rams, New Orleans Saints, Arizona Cardinals, and Pittsburgh Steelers. Mit den Steelers gewann er den Super Bowl XLIII. Er puntete in diesem Spiel dreimal und erzielte dabei einen Durchschnitt von 46,3 Yards. Zuletzt stand Berger bei den Denver Broncos unter Vertrag.

## Ehrungen
Berger wurde zweimal zum All-Pro gewählt und spielte in zwei Pro Bowls, dem Saisonabschlussspiel der besten Spieler einer Saison.

## Abseits des Spielfelds
Berger war Mitinhaber einer Restaurantkette. Einer seiner Geschäftspartner war Steve Passmore, ein ehemaliger Eishockeyspieler, der auch bei den Adler Mannheim aktiv war. Später gab er die Restaurants und Nachtclubs auf und zog nach Scottsdale.